# Parc Nacional de la Vall del Kobuk
El Parc Nacional de la Vall del Kobuk (Kobuk Valley National Park) és un parc nacional dels Estats Units situat al nord-oest d'Alaska, a uns 40 km al nord del cercle polar àrtic, que protegeix les rutes migratòries del caribú i les grans dunes de sorra del Kobuk (Great Kobuk Sand Dunes). Administrativament, el parc pertany al Northwest Arctic Borough (comtat de l'Àrtida Nord-oest) de l'estat estatunidenc d'Alaska.
Fou establert primer com a monument nacional el 1978 i després com a parc nacional el 1980. Protegeix una zona de 6.757,5 km², que el fan el sisè parc més extens dels parcs d'Alaska i el novè en extensió dels Estats Units.

## Característiques
El parc protegeix un tram de la vall del riu Kobuk, més o menys el tram central del riu que desemboca a la Badia de Kotzebue, al mar dels Txuktxis. El riu Kobuk té una longitud total de 280 km, dels quals 177 km són considerats com riu salvatge. La vall està delimitada per les muntanyes de Waring, al sud, i per les muntanyes de Baird, al nord. Aquest parc és el centre d'un ampli ecosistema protegit i integrat també pel Refugi Nacional de Vida Silvestre Selawik (Selawik National Wildlife Refuge, amb 8.700 km²), la Reserva Nacional del Noatak (Noatak National Preserve, amb 26.587 km²), ubicada al nord, i el Parc Nacional i Reserva Portes de l'Àrtida, que es troba a uns 50 km a l'oest, enganxat a Noatak (34.287 km²). Els animals més visibles són els 400.000 caribús de la bandada de l'Àrtida occidental. La bandada emigra anualment dels seus llocs de cria d'hivern, al sud de les muntanyes Waring, i els llocs de naixement de l'estiu, al nord de les muntanyes de Baird. El fet que el ramat travessi anualment el riu Kobuk és fonamental per a la caça de subsistència dels inupiaq.
No hi ha cap camí que porti al parc. S'hi pot accedir a peu, amb gossos de trineu, amb moto de neu i amb taxi aeri que surt des de Nome i Kotzebue durant tot l'any. El parc és una de les unitats menys visitades del sistema de Parcs Nacionals dels Estats Units i va ser classificat com el parc nacional (en el seu sentit estricte) menys visitat del país el 2006, amb tan sols 3.005 visitants. Increïblement, aquestes visites es van reduir a només 847 visitants l'any següent.
El parc disposa d'oportunitats de practicar el senderisme, l'acampada i el múixing.

## Història
La zona va ser protegida primer mitjançant la declaració l'1 de desembre de 1978 com a monument nacional dels Estats Units, formant part d'un grup de quinze àrees naturals d'Alaska que Jimmy Carter, fent ús de la prerrogativa presidencial, va declarar nous monuments nacionals, després que el congrés dels Estats Units hagués ajornat una gran compra de terres a Alaska que va despertar una forta oposició estatal. El congrés va aprovar el 1980 la Llei de conservació de terres d'Interès Nacional d'Alaska (Alaska National Interest Lands Conservation Act), que convertia la majoria d'aquells monuments nacionals en parcs nacionals i reserves nacionals, però que també va limitar l'ús en el futur de la prerrogativa presidencial a Alaska.
El 2 de desembre de 1980 el monument va esdevenir un parc nacional.